# PGC 1170468
LEDA/PGC 1170468 (auch NGC 4493-2) ist eine kompakte Galaxie vom Hubble-Typ C im Sternbild Jungfrau am Nordsternhimmel. Sie ist schätzungsweise 306 Millionen Lichtjahre von der Milchstraße entfernt und hat einen Durchmesser von etwa 35.000 Lichtjahren. Gemeinsam mit NGC 4493 bildet sie ein enges gravitativ gebundenes Galaxienpaar.

Im selben Himmelsareal befindet sich u. a. die Galaxie NGC 4437.